# Mauricio Duarte
Edison Mauricio Duarte Barajas, conocido como Mauricio Duarte (Cúcuta, Norte de Santander, Colombia; 24 de junio de 1992) es un futbolista colombiano. Juega de lateral izquierdo en el  Cúcuta Deportivo de la Categoría Primera B del fútbol colombiano.

## Trayectoria

### Inicios
Mauricio nació en Cúcuta, la capital del departamento de Norte de Santander al oriente de Colombia. Allí, empezó a jugar a fútbol, y pasó posteriormente a un equipo del municipio de Villa del Rosario. Sus buenas actuaciones con el equipo del vecino municipio, le ayudaron a ir a jugar al equipo de sus amores; el Cúcuta Deportivo. Allí, se terminó de formar como jugador.

### Cúcuta Deportivo
Tras varios años jugando en las divisiones inferiores, debutó como profesional jugando para el Cúcuta Deportivo en el año 2011, bajo el mando de Jaime de la Pava. Poco a poco, el joven cucuteño se iba haciendo su hueco en el once titular, jugando muy buenos partidos, ayudando a su equipo. En el 2015, Mauricio bajó su rendimiento debido a algunas lesiones que tuvo, que lo alejaron de las canchas durante casi todo el año; ya que solo jugó un partido. En el 2016, Duarte vuelve recuperado, y nuevamente se hace un hueco en el once titular y poco a poco se convierte en un referente del equipo "Motilón".

## Clubes
| Club               | País      | Año           |
| ------------------ | --------- | ------------- |
| Cúcuta Deportivo   | Colombia  | 2011 - 2016   |
| Cortuluá           | Colombia  | 2017          |
| Cúcuta Deportivo   | Colombia  | 2017 - 2019   |
| Defensa y Justicia | Argentina | 2020-2021     |
| Deportivo Pasto    | Colombia  | 2021          |
| Águilas Doradas    | Colombia  | 2022-presente |

## Estadísticas
| Club                         | Div           | Temporada     | Liga  | Liga  | Copa Nacional | Copa Nacional | Copa Internacional | Copa Internacional | Total | Total |
| Club                         | Div           | Temporada     | Part. | Goles | Part.         | Goles         | Part.              | Goles              | Part. | Goles |
| ---------------------------- | ------------- | ------------- | ----- | ----- | ------------- | ------------- | ------------------ | ------------------ | ----- | ----- |
| Cúcuta Deportivo · Colombia  | 1ª            | 2011          | 1     | 0     | -             | -             | -                  | -                  | 1     | 0     |
| Cúcuta Deportivo · Colombia  | 1ª            | 2012          | 13    | 0     | 8             | 2             | -                  | -                  | 21    | 2     |
| Cúcuta Deportivo · Colombia  | 1ª            | 2013          | 19    | 0     | 11            | 1             | -                  | -                  | 30    | 1     |
| Cúcuta Deportivo · Colombia  | 2ª            | 2014          | 16    | 0     | 0             | 0             | -                  | -                  | 16    | 0     |
| Cúcuta Deportivo · Colombia  | 1ª            | 2015          | 1     | 0     | 0             | 0             | -                  | -                  | 1     | 0     |
| Cúcuta Deportivo · Colombia  | 2ª            | 2016          | 23    | 1     | 4             | 0             | -                  | -                  | 27    | 0     |
| Cúcuta Deportivo · Colombia  | 2ª            | 2017          | 9     | 0     | 0             | 0             | -                  | -                  | 9     | 0     |
| Cúcuta Deportivo · Colombia  | 2ª            | 2018          | 28    | 2     | 1             | 0             | -                  | -                  | 29    | 2     |
| Cúcuta Deportivo · Colombia  | 1ª            | 2019          | 34    | 5     | 0             | 0             | -                  | -                  | 34    | 5     |
| Cúcuta Deportivo · Colombia  | Total         | Total         | 144   | 8     | 24            | 3             | 0                  | 0                  | 168   | 11    |
| Cortuluá · Colombia          | 1ª            | 2017          | 12    | 0     | 2             | 0             | 0                  | 0                  | 14    | 0     |
| Cortuluá · Colombia          | Total         | Total         | 12    | 0     | 2             | 0             | 0                  | 0                  | 14    | 0     |
| Defensa y Justicia Argentina | 1ª            | 2019-20       | 2     | 0     | -             | -             | 2                  | 0                  | 4     | 0     |
| Defensa y Justicia Argentina | 1ª            | 2020-21       | 0     | 0     | -             | -             | 0                  | 0                  | 0     | 0     |
| Defensa y Justicia Argentina | Total         | Total         | 2     | 0     | 0             | 0             | 2                  | 0                  | 4     | 0     |
| Deportivo Pasto · Colombia   | 1ª            | 2021          | -     | -     | -             | -             | -                  | -                  | 0     | 0     |
| Deportivo Pasto · Colombia   | Total         | Total         | 0     | 0     | 0             | 0             | 0                  | 0                  | 0     | 0     |
| Deportivo Pasto · Colombia   | Total carrera | Total carrera | 158   | 8     | 26            | 3             | 2                  | 0                  | 186   | 11    |

## Palmarés

### Campeonatos nacionales
| Título    | Club             | País     | Año  |
| --------- | ---------------- | -------- | ---- |
| Primera B | Cúcuta Deportivo | Colombia | 2018 |

### Campeonatos internacionales
| Título            | Club               | Sede    | Año  |
| ----------------- | ------------------ | ------- | ---- |
| Copa Sudamericana | Defensa y Justicia | Córdoba | 2020 |